# Michal Kadlec (Fußballspieler, 1984)
Michal Kadlec (* 13. Dezember 1984 in Vyškov) ist ein tschechischer Fußballspieler. Der Sohn von Miroslav Kadlec steht beim 1. FC Slovácko unter Vertrag.

## Kindheit und Jugend
Kadlec wurde 1984 in Vyškov geboren. Die Familie wanderte 1990 aus der damaligen Tschechoslowakei aus und siedelte in die Pfalz über, weil Miroslav Kadlec beim 1. FC Kaiserslautern spielte. Im Kindergarten lernte Michal Deutsch, ehe er dann 1991 eingeschult wurde. Nach seiner Zeit in der Grundschule ging der in Alsenborn aufgewachsene Michal aufs Gymnasium. 1998 ging Miroslav Kadlec zurück nach Tschechien zum FK Drnovice und nahm seine Familie mit. Kadlec hat eine jüngere Schwester.

## Karriere

### Vereine

#### Jugend
Michal Kadlec  begann mit dem Fußballspielen beim SV Alsenborn. Schon nach kurzer Zeit wechselte er zur Jugend des 1. FC Kaiserslautern, bei dem sein Vater aktiv war.

#### In Tschechien
Nachdem die Familie 1998 zurück nach Tschechien gegangen war, wechselte Michal Kadlec zum FC Slovácko. Dort gab er in der Saison 2001/02 mit 17 Jahren sein Ligadebüt. Anfang 2005 wurde er von Sparta Prag verpflichtet, wurde sofort Stammspieler und gewann mit der Mannschaft die Tschechische Meisterschaft 2004/05.

#### Bayer Leverkusen
Zur Saison 2008/09 wurde er für ein Jahr nach Deutschland an Bayer 04 Leverkusen ausgeliehen. Am 4. Spieltag der neuen Saison 2008/09 gab er bei der 2:3-Niederlage gegen den Hamburger SV sein Debüt in der Bundesliga, als er zur Halbzeit für Constant Djakpa eingewechselt wurde. Im weiteren Saisonverlauf konnte er sich einen Stammplatz erkämpfen. Ende Januar 2009 nutzte Bayer die im Leihvertrag enthaltene Kaufoption; Kadlec erhielt einen bis 2013 laufenden Vertrag. Er traf in seiner ersten Saison, in der Bayer Leverkusen am Ende der Saison den neunten Tabellenplatz belegte und im DFB-Pokal das Finale erreichte, dreimal in 30 Bundesligaspielen. Im DFB-Pokal hatte Kadlec fünfmal gespielt und traf zweimal.
In seinem zweiten Leverkusener Jahr erlitt Kadlec wenige Spieltage nach Saisonbeginn einen Anriss des Syndesmosebands. Dennoch kehrte er noch vor der Winterpause wieder zurück und nahm für den Rest der Saison wieder seinen Stammplatz als linker Außenverteidiger ein. In der Saison 2010/11 war er schließlich der Abwehrspieler mit den meisten Einsätzen im Bayer-Team, das die Spielzeit als Zweiter der Meisterschaft abschloss.
Am 21. April 2012 brachen zwei Hooligans Kadlec vor einer Diskothek in Köln das Nasenbein. Die Täter wurden später zu Schadensersatz von rund 120.000 Euro an Kadlec und rund 100.000 Euro an den Verein verurteilt, außerdem wegen gefährlicher Körperverletzung der eine zu 10 Monaten Freiheitsstrafe auf Bewährung, der andere zu 80 Sozialstunden.

#### Fenerbahçe Istanbul
Zur Saison 2013/14 wechselte Kadlec zum türkischen Erstligisten Fenerbahçe Istanbul.

#### Zurück in Tschechien
Zur Saison 2016/17 wurde Kadlec für drei Jahre von Sparta Prag verpflichtet. Sein Vertrag wurde vorzeitig mit dem 30. Juni 2018 beendet. Er wechselte zur Saison 2018/19 zu seinem Jugendverein 1. FC Slovácko, mit dem er 2022 den Tschechischen Pokal gewinnen konnte.

### Nationalmannschaft
Kadlec wurde 26-mal in der tschechischen U-21-Nationalmannschaft eingesetzt, nachdem er zuvor schon in der U-18- und der U-19-Auswahl gespielt hatte. Am 17. November 2007 spielte er auch erstmals in der A-Nationalmannschaft, wobei ihm beim 3:1-Sieg gegen die Slowakei ein Eigentor unterlief.
Bei der Fußball-Europameisterschaft 2016 in Frankreich wurde er in das tschechische Aufgebot aufgenommen. Er war einer von zwei Feldspielern, die im Turnier bis zum Ausscheiden nach der Gruppenphase nicht zum Einsatz kamen.

## Erfolge
- Sparta Prag (2005–2008)
  - 2 × Tschechischer Meister: 2005, 2007
  - 3 × Tschechischer Pokalsieger: 2006, 2007, 2008

- Bayer 04 Leverkusen (2008–2013)
  - DFB-Pokal: Finalist 2009
  - Deutsche Meisterschaft: Vizemeister 2011

- Fenerbahçe Istanbul (2013–2016)
  - Türkischer Meister: 2014
  - Türkischer Supercup-Sieger: 2014

- 1. FC Slovácko (1998–2004, 2018–)
  - Tschechischer Pokalsieger: 2022